# Bobkabata kabatabobbus
Bobkabata kabatabobbus är en kräftdjursart som beskrevs av Hogans och Robert von Albkron Benz 1990. Bobkabata kabatabobbus ingår i släktet Bobkabata och familjen Lernaeosoleidae. Inga underarter finns listade i Catalogue of Life.